# Aphragmus oxycarpus
Aphragmus oxycarpus là một loài thực vật có hoa trong họ Cải. Loài này được (Hook.f. & Thomson) Jafri mô tả khoa học đầu tiên năm 1956.